# لانغو سينكامبا
لانغو سينكامبا (مواليد 1968 أو 1969) هو رياضي زامبي سابق متخصص في ماراثون الكراسي المتحركة. بصفته رياضيًا على كرسي متحرك، مثل زامبيا في مناسبتين في الألعاب البارالمبية، وكان أول رياضي بارالمبي في بلاده. أصبح لاحقًا رئيسًا للجنة البارالمبية الوطنية الزامبية، وكان نشطًا في رفع مستوى رياضات ذوي الإعاقة في بلده. وهو أيضًا سفير رياضي للمنظمة الإنسانية الدولية الحق في اللعب.
بالإضافة إلى جهوده في هذا المجال، يمتلك ويدير "مركز أعمال صغير، يتعامل مع إصلاح الحواسيب، والبرمجيات، واللوازم المكتبية".

## رياضي بارالمبي
فقد سينكامبا الاستخدام الكامل لكلتا ساقيه خلال الطفولة، نتيجة لإصابته بشلل الأطفال. انخرط في رياضات ذوي الإعاقة في سن مبكرة، حيث نظم سباقات الكراسي المتحركة أثناء وجوده في المدرسة الثانوية.
شاركت زامبيا لأول مرة في الألعاب البارالمبية عام 1996، حيث أرسلت سينكامبا كممثلها الوحيد. سُجلت في ثلاثة أحداث في ألعاب القوى. ومع ذلك، اختار التركيز على الماراثون، وانسحب من الحدثين الآخرين (سباقي 800 متر و 1500 متر). أكمل الماراثون في 3:09:17. وبذلك احتل المركز السادس والخمسين والأخير بين أولئك الذين أنهوا السباق (سبعة لم ينهوا)، متأخرًا بأكثر من نصف ساعة عن الإكوادوري أنخيل كيفيدو صاحب المركز الخامس والخمسين - وأكثر من ساعة ونصف خلف فرانز نيتليسباخ من سويسرا، الذي فاز بالميدالية الذهبية وسجل رقمًا قياسيًا بارالمبيًا بزمن قدره 1:29:44.
بالعودة إلى الألعاب البارالمبية في عام 2000، كأحد ممثلي بلاده الاثنين (إلى جانب عداءة ضعيفة البصر نانسي كالابا)، شارك سينكامبا فقط في الماراثون. أكمل السباق مرة أخرى، لكنه أنهى في المركز الأخير مرة أخرى بين الرياضيين الـ 45 الذين وصلوا إلى خط النهاية (أربعة لم يفعلوا). كان وقته البالغ 2:51:55 تحسنًا عن أدائه السابق، لكنه ظل أبطأ بتسع عشرة دقيقة من المتنافس الثاني الأبطأ (يفغيني تيتيوخين من كازاخستان)، وما يقرب من ساعة ونصف خلف زمن فرانز نيتليسباخ الفائز البالغ 1:24:55.
في عام 2004، صرح بأنه ما لم يتمكن من الحصول على كرسي متحرك جديد — وهو ما يتطلب تبرعًا، أو مساعدة من الحكومة — فلن يتمكن من المنافسة في الألعاب البارالمبية الصيفية 2004. في النهاية، لم يتمكن من المنافسة، ولم ترسل زامبيا أي وفد إلى الألعاب.
النتائج البارالمبية
| الألعاب      | الرياضة     | الحدث                 | الوقت                                              | الترتيب                                |
| ------------ | ----------- | --------------------- | -------------------------------------------------- | -------------------------------------- |
| أتلانتا 1996 | ألعاب القوى | 1500 متر رجال T52-53  | كان من المقرر أن يشارك في التصفيات 2، لكنه لم يبدأ | لم يبدأ (DNS)                          |
| أتلانتا 1996 | ألعاب القوى | 800 متر رجال T53      | كان من المقرر أن يشارك في التصفيات 1، لكنه لم يبدأ | لم يبدأ (DNS)                          |
| أتلانتا 1996 | ألعاب القوى | ماراثون الرجال T52-53 | 3:09:17                                            | 56 (الأخير من بين الذين أكملوا السباق) |
| سيدني 2000   | ألعاب القوى | ماراثون الرجال T54    | 2:51:55                                            | 45 (الأخير من بين الذين أكملوا السباق) |

## رئيس اللجنة البارالمبية الوطنية الزامبية
لم يتنافس سينكامبا مرة أخرى في الألعاب البارالمبية، لكنه ظل نشطًا في تشجيع الرياضيين الزامبيين ذوي الإعاقة — والزامبيين ذوي الإعاقة بشكل عام. بصفته رئيسًا لمؤسسة مبادرات المعاقين (Disabled Initiatives Foundation)، ومقرها لوساكا، لفت الانتباه العام إلى الصعوبات اليومية التي يواجهها الأشخاص ذوو الإعاقة في بلد لم يتم فيه فعل الكثير لتسهيل وصولهم إلى النقل العام، على سبيل المثال. بعد تنظيم مؤتمر جمع بين العديد من جمعيات الأشخاص ذوي الإعاقة في عام 2002، دعا الحكومة إلى "شراء السلع والخدمات التي تنتجها الشركات التي يديرها ذوو الإعاقة"، و"تخصيص المزيد من الأموال للبرامج والخدمات للأشخاص ذوي الإعاقة". وكان قد ترأس سابقًا مؤتمرًا مماثلاً، حث فيه وسائل الإعلام على "تغطية مشاكل الأشخاص ذوي الإعاقة".
بصفته رياضيًا، وكأمين عام للجمعية الزامبية للرياضات البارالمبية، لفت الانتباه إلى نقص الدعم المالي والمادي الحكومي للرياضيين الزامبيين ذوي الإعاقة. مشيرًا إلى عدم وجود سياسة حكومية واضحة في تعزيز وتسهيل رياضات ذوي الإعاقة، حث على الدعم أيضًا من الشركات ووسائل الإعلام. اتخذت جهوده الخاصة شكل المشاركة في مجموعة متنوعة من اللجان الرياضية للدفاع عن رياضات ذوي الإعاقة.
في عام 2006، تحدث حول موضوع "التدريب على المهارات للأشخاص ذوي الإعاقة" في ورشة عمل لمكتب العمل الدولي في لوساكا حول "مسارات نحو العمل اللائق" للأشخاص ذوي الإعاقة. وأكد بشكل خاص على الحاجة إلى إعادة التأهيل المهني.
في عام 2005، أصبح أول رئيس للجنة البارالمبية الوطنية الزامبية التي تأسست حديثًا. وبهذه الصفة، هدف إلى ضمان تدريب المدربين للرياضيين ذوي الإعاقة، وتسهيل تشكيل الأندية الرياضية، وتنظيم ألعاب الإعاقة، واكتشاف وتدريب الرياضيين الشباب، وتعزيز ثقتهم. بحلول عام 2008، كان يشير إلى العلاقة "الممتازة" للجنة البارالمبية الوطنية الزامبية مع الحكومة، التي مولت اللجنة. ومع ذلك، استمر في لفت الانتباه إلى الصعوبات التي يواجهها الأشخاص ذوو الإعاقة في الوصول إلى وسائل النقل العام، بسبب سوء التصميم وحقيقة أن الركاب الذين يستخدمون الكراسي المتحركة أو الذين لديهم مرشدون للمكفوفين يُطلب منهم دفع مبلغ إضافي من قبل مزودي النقل الخاص. وذكر أيضًا أنه لا تزال هناك "وصمة عار" مرتبطة بالإعاقة في أذهان الكثير من الناس، وهو ما يهدف إلى تغييره من خلال رفع مستوى الوعي برياضات ذوي الإعاقة.
في عام 2009، تلقت اللجنة البارالمبية الوطنية الزامبية تبرعًا بخمسة عشر كرسيًا متحركًا رياضيًا من الفرع الجنوب أفريقي لمنظمة روتاري الدولية. أشار سينكامبا إلى أن هذا سيساعد الرياضيين الزامبيين على الاستعداد للألعاب البارالمبية الصيفية 2012، وكذلك لدورة الألعاب الأفريقية 2011 (التي كان من المقرر مبدئيًا استضافتها في زامبيا، حتى انسحب المضيفون بسبب نقص التمويل).